# First Look Media
First Look Media est un groupe de presse en ligne américain fondé par Pierre Omidyar en 2014. Andy Carvin, un des journalistes à l'origine du projet, décrit son ambition comme du « adversorial journalism », un journalisme de contre-pouvoir. La majorité des journalistes du groupe travaille à New York, mais des bureaux existent également à Washington et San Francisco pour la partie technique. Glenn Greenwald est quant à lui installé au Brésil, et sa collègue Laura Poitras à Berlin.

## Historique
Le projet est annoncé en octobre 2013 comme une collaboration entre Glenn Greenwald (à la suite de son départ du Guardian), Laura Poitras et Jeremy Scahill pour couvrir entre autres les révélations d'Edward Snowden. De fait, le 10 février 2014 le groupe lance The Intercept, un magazine en ligne consacré à ce sujet, trois mois après le déblocage de 50 millions de dollars par Omidyar pour lancer le groupe — soit 20 % de ce qu'il prévoit d'investir au total.
Le 28 octobre 2014 Matt Taibbi annonce son départ de First Look, sans préciser quelles seront les conséquences sur le lancement de The Racket qui devait être le second magazine du groupe, consacré à l'investigation en matière politique et financière, et dont il devait prendre la tête,. Le départ de Taibbi est expliqué par The Intercept comme la conséquence d'une profonde différence de culture d'entreprise, entre des journalistes habitués au travail en indépendant et à une autonomie complète d'une part, et Omidyar et les manager de First Look d'autre part. Cette différence s'est manifestée par ce que Taibbi percevait comme une intrusion dans son champ de compétence, dans la gestion des recrutements et des dépenses notamment.
Le 13 novembre 2014 John Cook annonce également son départ pour retourner chez Gawker.